# بيير فان كورتلاند
بيير فـان كورتلاند هو سياسي أمريكي، ولد في 10 يناير 1721 في نيويورك في الولايات المتحدة، وتوفي بنفس المكان في 1 مايو 1814. انتخب عضو مجلس ولاية نيويورك ‏ وانتخب نائب حاكم نيويورك ‏.